# El aroma del pasto recién cortado
El aroma del pasto recién cortado és una pel·lícula de drama romàntic de 2024 dirigida per Celina Murga. Es tracta d'una coproducció internacional entre l'Argentina, els Estats Units, Mèxic, l'Uruguai i Alemanya. És protagonitzada per Joaquín Furriel i Marina de Tavira. La pel·lícula es va estrenar mundialment el 8 de juny de 2024 durant el Festival de Cinema de Tribeca, mentre que la seva estrena a les sales de cinemes de l'Argentina va ser el 19 de setembre de 2024.

## Argument
La història segueix a Pablo, un professor universitari que s'involucra amb una estudiant d'amagat de la seva esposa, amb la qual té dos fills. En paral·lel, està Natalia, qui també és professora universitària que inicia una relació clandestina amb un dels seus estudiant, que d'igual manera, ho manté ocult perquè el seu espòs i dos fills no el descobreixin.

## Repartiment
- Joaquín Furriel com a Pablo
- Marina de Tavira com a Natalia
- Alfonso Tort com a Hernán
- Romina Peluffo com a Carla
- Emanuel Parga com a Gonzalo
- Verónica Gerez com a Luciana
- Luciana Grasso com a Belén
- Diego Starosta com a Carlos
- Germán Ormaechea com a Pebete
- Horacio Marassi com a Roberto
- Soledad Pelayo com a Leticia
- Romina Bentancur com a Sonia
- Christian Font com a Marcelo
- Ana Carolina García com a Jimena
- Juan Tupac Soler com a Fernando
- Fabrizio Puppi com a Federico
- Álvaro Pozzolo com a Hugo
- Antonio Ziembrowski com a Sergio
- Lucía Blasco com a Telma
- Silvia Villazur com a Mariel
- Ernesto Liotti com a Hugo

## Recepció

### Comentaris de la crítica
Al lloc web del agregador de ressenyes Rotten Tomatoes, la pel·lícula té un índex d'aprovació del 100% basat en nou ressenyes, amb una qualificació mitjana de 6.8/10. Jordan Mintzer de The Hollywood Reporter va assenyalar que El aroma del pasto recién cortado és un drama que sembla autèntic però també massa moderat», i a més «se sosté menys per la seva trama una mica familiar (o més aviat, per les seves dues trames coincidents) que per les sòlides interpretacions de l'elenc». Owen Gleiberman de Variety va destacar que la pel·lícula «és implacablement freda i circumspecta»; i va agregar que «els actors són tots urgents, tristos, enutjats, famolencs i convincents».

### Premis i nominacions
| Llista de premis i nominacions | Llista de premis i nominacions | Llista de premis i nominacions | Llista de premis i nominacions             | Llista de premis i nominacions | Llista de premis i nominacions |
| Any                            | Organització                   | Categoria                      | Nominat/a(s)                               | Resultat                       | Ref(s)                         |
| ------------------------------ | ------------------------------ | ------------------------------ | ------------------------------------------ | ------------------------------ | ------------------------------ |
| 2024                           | Festival de Cinema de Tribeca  | Competència internacional      | El aroma del pasto recién cortado          | Nominat                        | [ 9 ]                          |
| 2024                           | Festival de Cinema de Tribeca  | Millor guió                    | Celina Murga, Juan Villegas i Lucía Osorio | Guanyador                      | [ 10 ]                         |
| 2024                           | Premis Cóndor de Plata         | Millor actor                   | Joaquín Furriel                            | Nominat                        | [ 11 ]                         |
| 2024                           | Premis Cóndor de Plata         | Millor direcció de càsting     | María Laura Berch                          | Nominat                        | [ 11 ]                         |